# Flughafen Matsapha

i7
i11
i13
Der Flughafen Matsapha (englisch Matsapha Airport, bis 2014 Matsapha International Airport, IATA-Code: MTS, ICAO-Code: FDMS) befindet sich südlich des Gewerbegebiets von Matsapha, in der Nähe der Stadt Manzini, der größten Stadt des Königreiches Eswatini (bis 2018 Swasiland). Er war der einzige internationale Flughafen des Landes und wurde 2014 durch den neuen Internationalen Flughafen König Mswati III. ersetzt. Er dient heute nur noch für Charter-, Regierungs- und militärische Flüge. Der IATA-Code des Flughafens lautet MTS, der ICAO-Code FDMS.
Von der Hauptstadt Mbabane ist der Flughafen Matsapha etwa 25 Kilometer entfernt.

## Geschichte
Die Landebahn und die Flughafengebäude wurden in den 1960er-Jahren erbaut, in den späten 1970er-Jahren wurden diese ausgebaut.
Seit 1980 geplant, baute die Regierung Swasilands ab 2003 den Internationalen Flughafen König Mswati III. im Osten des Landes in der Nähe des Hlane-Royal-Nationalparks. Nach Inbetriebnahme des neuen Flughafens am 30. September 2014 ist der Matsapha Airport, wie schon 2009 im Swazi Observer angekündigt, nur noch der Luftwaffe der Umbutfo Eswatini Defence Force sowie medizinischen Notfällen und Flügen der Königsfamilie vorbehalten.

## Flugziele
Linienflüge wurden bis September 2014 von der Fluggesellschaft Swaziland Airlink (Name seit 2018: Eswatini Airlink) zum Johannesburger Flughafen O. R. Tambo täglich rund viermal durchgeführt. Weiterhin verbanden South African Airways im Codesharing mit SA Airlink und South African Express Airways den Matsapha International Airport ebenfalls mehrmals täglich mit dem Flughafen O. R. Tambo. Zeitweise wurde auch der Moshoeshoe I. International Airport in Lesotho im Linienverkehr angeflogen.